# Orange Democratic Movement
Das Orange Democratic Movement (Kürzel ODM, deutsch Orange Demokratische Bewegung) ist eine 2006 gegründete Partei in Kenia. Sie ging aus der Opposition gegen das kenianische Verfassungsreferendum 2005 hervor. 
ODM entstand aus der Zusammenarbeit der Liberal Democratic Party mit der KANU gegen den Verfassungsentwurf der Regierung von Präsident Mwai Kibaki, der im Referendum von 2005 abgelehnt wurde.  Die KANU schied vor der Wahl 2007 aus dem ODM wieder aus, eine Reihe jüngerer KANU-Politiker vor allem aus der Kalenjin-Ethnie im Rift Valley blieb aber im ODM.
Bei der Wahl 2007 wurde sie mit rund 45 Prozent der Stimmen und 99 Abgeordneten die stärkste Partei im kenianischen Parlament. Ihr Präsidentschaftskandidat Raila Odinga wurde laut offiziellem Wahlergebnis knapp von dem amtierenden Präsidenten Mwai Kibaki geschlagen. Das ODM bestreitet jedoch die Gültigkeit der Stimmauszählung und die Rechtmäßigkeit der erfolgten Vereidigung Kibakis für seine neue Amtszeit, was zu den Unruhen in Kenia 2007/2008 führte.
Eine Abspaltung des ODM ist das fast gleichnamige ODM-Kenya, das als Partei mit geringem Erfolg zu den Wahlen 2007 antrat und eine regionale Machtbasis im Kambaland aufweist.